# جووانی سیمونلی
جووانی سیمونلی (ایتالیایی: Giovanni Simonelli؛ ‏۱ دسامبر ۱۹۲۶–۱۷ نوامبر ۲۰۰۷) فیلم‌نامه‌نویس و کارگردان فیلم اهل ایتالیا بود.

## گزیدهٔ فیلم‌شناسی
- هزینه گزافی برای جانم خواهم داد (۱۹۶۸)
- عهد عتیق (۱۹۶۲)
- سامسون (۱۹۶۱)